# SOUL
白翔太（韓語：하쿠 쇼타／白翔太 Haku Shota；日語：はくしょうた；2005年2月1日－），藝名為SOUL（韓語：소울），在FNC娛樂旗下韓國男子組合P1Harmony擔任Rapper、Dancer。2020年10月8日，反映P1Harmony世界觀電影的《P1H:新世界的開始》上映，是首個以電影出道的韓國男團；接著於10月28日，發行首張迷你專輯《DISHARMONY : STAND OUT》。

## 演藝生涯

### 出道前
- 在日本通過甄選後，於2018年8月前往韓國。[註 1]
- 作為FNC娛樂練習生出演朝日電視台的“KBOYS”節目，表示媽媽是日本人，爸爸是韓國人，在韓國父親推薦K-pop之後，成為了練習生。[6][7][8][9]
- 2020年9月4日，FNC娛樂公開SOUL的預告照。[10]

### 2020年
- 2020年10月28日，以男子團體P1Harmony成員正式出道。[11]

### 2022年
- 於2022年偶像明星運動會節目中，獲得田徑60公尺短跑男子組第四名。[12]

## 音樂作品

### 團體作品
團體音樂作品請參考P1Harmony#音樂作品條目。

### 韓國音樂著作權協會登錄的作品
```
韓國音樂著作權協會SOUL的編號：10028175
[
13
]
```

| 發行日期       | 歌曲名稱                        | 收錄專輯                   | 作詞 | 作曲 | 編曲 |
| 2020年10月28日 | INTRO 틀(BREAKTHROUGH)          | 《DISHARMONY : STAND OUT》 |      |      |      |
| 2020年10月28日 | That's It（이거지）             | 《DISHARMONY : STAND OUT》 |      |      |      |
| 2020年12月29日 | 틀(BREAKTHROUGH) (FULL VERSION) | MIX HARMONY project        |      |      |      |
| 2023年4月21日  | Super Chic                      | -                          |      |      |      |

## 影視作品
團體影視作品請參考P1Harmony#影視作品條目。

## 獎項

### 團體獎項
團體影視作品請參考P1Harmony#獎項條目。

### 個人獎項

#### 綜藝節目
| 日期          | 電視台 | 節目           | 獎項                       | 備註 |
| 2022年9月11日 | MBC    | 偶像明星運動會 | 田徑60公尺短跑男子組第四名 |      |

## 備註
1. ↑  在2022年12月13日DIVE Studios的DAEBAK SHOW節目提到。

## 外部連結
官方社群網站
- P1Harmony的X（前Twitter）
- P1Harmony的X（前Twitter）
- P1Harmony的X（前Twitter）（日語）
- P1Harmony的Instagram帳戶
- YouTube上的P1Harmony頻道
- P1Harmony的Facebook專頁
- P1Harmony的新浪微博（简体中文）